# Huszármajom

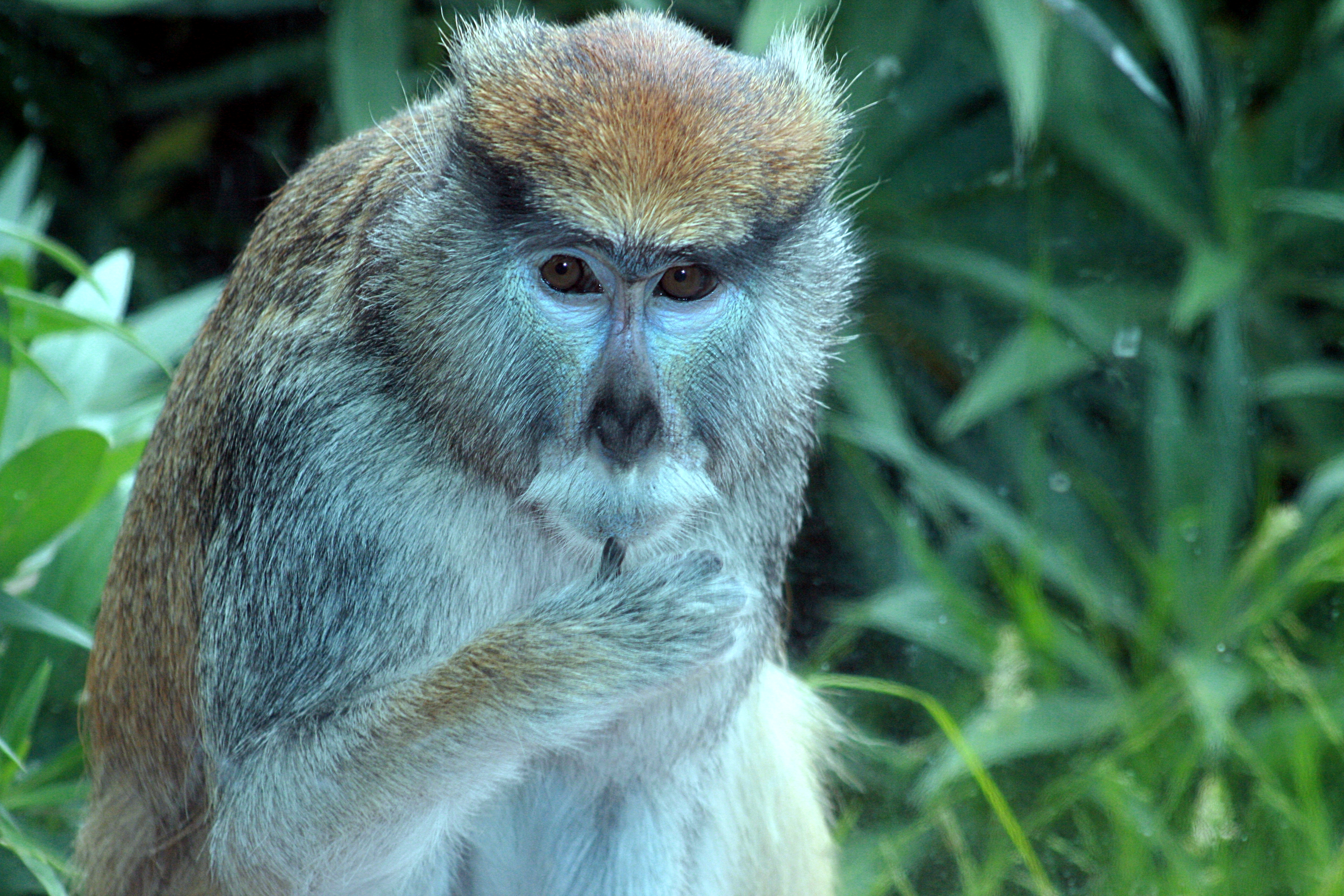

A huszármajom (Erythrocebus patas) egy viszonylag nagy termetű, talajlakó majomfaj a cerkóffélék (Cercopithecidae) családjában, nemének egyetlen képviselője.
A magyar huszármajom elnevezés a faj német nevének (Husarenaffe) fordításával került át a magyarba, Alfred Brehm híres könyvének magyar nyelvű kiadása nyomán. A név maga onnan ered, hogy a felnőtt állatok, különösen a hímek szájszegleténél a szőrzet alakja és lefutása némileg bajuszra emlékeztet, ami a 19. század néhány német természettudósának a javarészt bajszos huszárokat juttatta eszébe. De nem csak ebben hasonlít a neves lovaskatonákra: a faj a leggyorsabb főemlős a világon.

## Előfordulása és élőhelye
A huszármajom Nyugat- és Közép-Afrika szavannáinak és félsivatagainak lakója, az erdős területeket kerüli. Elterjedési területének északi határa a Szahara, délen a kameruni esőerdők, kelet-nyugati irányban Szenegáltól Kenyáig és Tanzániáig előfordul.
Szavannákon vagy félsivatagokban fordul elő, a zárt erdőket kerüli. Termékenysége válasz a földi életmód miatti nagyfokú halandóságra.

## Megjelenése
A faj háta és feje vörösesbarna alapszínű, hasa és végtagjai fehérek, az arcrész pedig a mindkét nemre jellemző fehér bajusz kivételével sötétszürke. A fehér orrú alfaj egyedeinek orrhegye fehér. Testfelépítésük a hasonló életmódból adódóan némileg az agarakéra emlékeztet: testük vékony, megnyúlt, végtagjaik hosszúak, az ujjaik rövidek és tömpék. A hímek és nőstények színüket és alakjukat tekintve egyformák, ám a hímek látványosan nagyobbak.
A huszármajom átlagos testhossza 50-90 centiméter között mozog, a vékony farok körülbelül ugyanilyen hosszúságú. A faj nőstényeire 4-7, a hímekre 7-13 kilogrammos átlagos testtömeg jellemző.

## Hangja
A huszármajom különféle hangokkal figyelmezteti társait a veszélyre. Ezek mind a csoportban elfoglalt helyet, mind a ragadozó típusát azonosítják. A többi főemlőssel szemben a huszármajmok nem menekülnek fára. Többnyire a földön futva menekülnek, de néha rátámad a ragadozóra, például a sakálra vagy a macskafélékre. Ez mind hímeknél, mind nőstényeknél előfordul.

## Alfajai
- Erythrocebus patas patas – Feketeorrú huszármajom; nyugati; orra és az akörüli arcrészek feketék
- Erythrocebus patas pyrrhonotus – Fehérorrú huszármajom; keleti; orra és az akörüli arcrészek fehérek

Az alfajok számában nincs megegyezés, egyesek akár négy alfajt is felsorolnak. Megint mások szerint ezek a változatok csak a nőstény vemhesség alatti arcmintázatában különböznek. Valójában az orr formája csak a nyugati populációkban változik meg a vemhesség hatására.

## Életmódja
Kisebb, 10-40 példányt számláló csapatokban él, amely nőstényekből, fiatal kölykeikből és egy idősebb vezérhímből állnak. Ez utóbbi általában egy kiemelkedő ponton, például termeszváron őrködik, míg háreme táplálékot (gyümölcsöket, gyökereket, gumókat, ízeltlábúakat, tojásokat, kisemlősöket stb.) keres. Párzási időben azonban más hímek is felbukkannak a csoport közelében. A csapat mozgását a nőstények irányítják, a hím csak követi őket. A fiatal hímek vagy magányosak, vagy legénycsapatokba verődnek. A huszármajmok meglepően jól tűrik a szárazságot.
Egy csapat meglehetősen nagy területet foglal el, naponta átlagosan 3-5, de ha kell, akár 15 kilométert is megtehet. Ha két horda találkozik, gyakran kerül sor agresszív viselkedésre – elsősorban a nőstények részéről. A párzási időszakban a hímek is harcolnak, egyébként csak hangos vészjelzéseket adnak le, míg nőstényeik egymásnak esnek.
A huszármajmot számos ragadozó – gepárdok, hiénák, sasok – fenyegeti. Ellenük rendkívüli gyorsaságával védekezik: 3 másodperc alatt akár 55 km/h-s sebességre is felgyorsulhat, amellyel legtöbb üldözőjét akadálytalanul lehagyja. A leggyorsabb főemlős.

### A nőstények társadalma
A különböző populációk különböző társadalmi szerkezetet alakítottak ki. Ez nagyban függ a táplálékkészlettől, a konfliktusok többnyire a szűkös készletekhez való hozzáférés miatt alakulnak ki. Ha a fellelhető táplálék szűkös ugyan, de sűrű, például gyümölcsfák, akkor a hierarchia stabilabb, mint a szétszórtabb táplálékot, például rovarokat kínáló vidékeken. A hozzáférhetőség változása a hierarchiában is változásokhoz vezet.
A konfliktusokat kibékülés zárja, ami az anyai ágon összetartozó rokonok között gyakoribb. Sokszor az összezördülésnek nincs más következménye azon kívül, hogy a két nőstény egymás mellett ül, és kurkássza egymást. Többnyire a hierarchia nem befolyásolja ennek a gyakoriságát, kivéve, hogy a vezérnőstény kurkászik a legritkábban. Az anyai ágú rokonság összetartása sok más majomfajnál is megfigyelhető.

### A hímek társadalma
A nőstények párzási hajlandósága az esős évszakhoz kötődik. Ezek között rendszerint egy kifejlett hím tart a női csapattal. Emiatt sok a pár nélkül maradt hím, akik vagy magányosan járnak, vagy legénycsapatba tömörülnek. A párzási időszakban igyekeznek kijátszani vagy elkergetni a csapat hímjét, így egy időre több hím is a csapathoz tartozhat. Ha sikerült, akkor igyekeznek minél több nősténnyel párosodni, majd egy esetleges vezérhímcsere után továbbállnak, még akkor is, ha a vezérhím megtűrné őket.
A megfigyelések szerint a fiatal hímek 2 és 4 éves koruk között hagyják el azt a csapatot, amiben megszülettek. Legtöbbjük azonban még nem töltötte be a harmadik életévét, amikor önálló útra kel; ekkor még nem ivarérettek. Ez szemben áll egy régebbi eredménnyel, hogy az ivarérés elérése után távoznak. Az okokat vizsgálva téves következtetés vonható le abból, ahogy a domináns hím fogságban a fiatalokkal viselkedik. Vadon nem kerül sor agresszióra, sőt, az együtt eltöltött idő sem csökkent számottevően. Azonban kimutatták, hogy egyre kevesebbet vannak együtt a csoport nőstényeivel. Ez az anyai rokonsági kapcsolatok meglazulását jelzi.

## Szaporodása
A párzásra élőhelytől függően június–szeptember között kerül sor, és 170 napos vemhességet követően az esős évszak kezdetén, november–január során jön világra az egyetlen kölyök, amely élete első hónapjait anyja hasán csimpaszkodva tölti, és az első két hónapban fekete. A kölyök apja többnyire az a hím, akinek háreméhez az anyja tartozik, de néha kóbor hímek is nemzenek kölyköket. Az elválasztásra 10 hónaposan kerül sor. A nőstények 2,5-3, a hímek 3-4,5 évesen érik el az ivarérettséget. Az ivarérett hímeket a domináns hím elkergeti. A huszármajmok fogságban akár 24 évig is elélhetnek.

## Védettsége
A huszármajmok rendszeresen megdézsmálják az emberi ültetvényeket, kárt okozva a gabona-, ananász-, gyapot-, földimogyoró- és datolyatermésben, ezért a farmerek üldözik. Sok helyen húsáért vadásszák. Egyes törzsek hiedelmei szerint húsa gyógyítja a leprát. Élőhelyének beszűkülése is fenyegeti. A természetvédelmi területek segítenek fenntartani a fajt.
A szabad természetben ugyan ma még nem kell tartani a faj kihalásától, ugyanakkor évente több száz állatot fognak be illegálisan, hogy az hobbiállat-kereskedelemben vagy orvosi kutatóintézeteknek értékesítsék őket. Éppen ezért a faj a veszélyeztetett állat- és növényfajok nemzetközi kereskedelmét szabályozó washingtoni egyezmény CITES II. függelékének hatálya alá tartozik.
Állatkertekben a leggyakoribb cerkóffélének számít. Magyarországon is több helyen bemutatják, így a Fővárosi Állat- és Növénykertben, a Győri Állatkertben, a Nyíregyházi Állatparkban és a Miskolci Vadasparkban is.

## Képek
|  |  |  |

## Fordítás
- Ez a szócikk részben vagy egészben  a   Husarenaffe című német Wikipédia-szócikk fordításán alapul.  Az eredeti cikk szerkesztőit annak laptörténete sorolja fel. Ez a jelzés csupán a megfogalmazás eredetét és a szerzői jogokat jelzi, nem szolgál a cikkben szereplő információk forrásmegjelöléseként.
- Ez a szócikk részben vagy egészben  a   Patas monkey című angol Wikipédia-szócikk fordításán alapul.  Az eredeti cikk szerkesztőit annak laptörténete sorolja fel. Ez a jelzés csupán a megfogalmazás eredetét és a szerzői jogokat jelzi, nem szolgál a cikkben szereplő információk forrásmegjelöléseként.